# Autophila osthelderi
Autophila osthelderi är en fjärilsart som beskrevs av Charles Boursin 1940. Autophila osthelderi ingår i släktet Autophila och familjen nattflyn. Inga underarter finns listade i Catalogue of Life.